# Mlodyskiny
Mlodyskiny, pseudonimo di Kacper Kityński (Nowy Sącz, 7 febbraio 2000), è un rapper polacco.

## Biografia
Kityński ha iniziato la sua attività su Internet con lo pseudonimo di Ahus. Nel 2015, con questo nome, ha iniziato a pubblicare vari video comici e videoblog su YouTube, in cui ha condiviso i suoi pensieri su vari argomenti. Ha spesso collaborato con Jakub Chuptyś. L'11 maggio 2017, è stato intervistato dai Czwórka (Radio Polacca). Kacper in seguito rimosse la maggior parte dei suoi film dal canale Ahus e lasciò quell'attività per concentrarsi su una carriera musicale. Ad oggi, il canale ha raccolto 146.000 abbonati (a settembre 2021).

### Carriera musicale
Kacper ha iniziato a pubblicare i suoi primi lavori nel 2016 con lo pseudonimo downtheforest. Il 17 dicembre 2016, ha cambiato il suo pseudonimo in Mlodyskiny. Da allora ha pubblicato i progetti "Reminiscencja" e "17_lost_tapes" nel 2018, "Waste" nel 2019 e "EP Zęby" nel 2020. Nel 2021, il suo album in studio Chudy ha conquistato il 41º posto nella classifica OLiS. la sua canzone più famosa DVD ha raggiunto 11 milioni su YouTube e 8 milioni di visualizzazioni su Spotify.

## Discografia

### Album in studio
- 2019 – Waste
- 2021 – Chudy

### EP
- 2016 – Titiled EP
- 2018 – Chains (con Młody Yerba)
- 2020 – Zęby EP

### Mixtape
- 2018 – Reminesencja
- 2018 – 17 Lost Tapes

### Singoli
- 2018 – Blask (feat. Lil Tadek)
- 2018 – DVD (feat. Schafter)
- 2018 – God's Gift (feat. Pope Flamez)
- 2019 – XOXO
- 2019 – Who the F Is You
- 2019 – 992
- 2019 – Crystal Tears
- 2020 – Zioło i perfumy (feat. KirbLaGoop)
- 2020 – Równi i równiejsi
- 2021 – Hookah Freestyle
- 2021 – Co u ciebie słychać? (feat. Yung Adisz)
- 2021 – Taki sam
- 2021 – Latarynka (feat. Hewra, Młody Dron, Ozzy, Sami e Szamz)
- 2021 – 2 albo 5